# Diös Fastigheter
Diös Fastigheter AB är ett svenskt fastighetsförvaltande bolag med verksamhet från Borlänge i söder till Luleå i norr. Bolaget grundades 2005 och är norra Sveriges största privata fastighetsägare. Huvudorter för Diös är Borlänge, Falun, Mora, Gävle, Sundsvall, Östersund, Åre, Umeå, Skellefteå och Luleå. Bolagets huvudkontor är beläget i Östersund. Fastighetsbeståndet innefattar centralt belägna butiks-, kontors- och industrilokaler samt bostäder. 
Bolaget är noterat på Stockholmsbörsens sedan den 22 maj 2006 och ligger på Nasdaq OMX Nordiska Börs Stockholm, lista Mid Cap.

## Historik
Anders Diös grundade 1921 byggnadsfirman Anders Diös AB i Sala. Firman flyttade 1928 till Uppsala. Företaget växte och var verksamt över stora delar av landet. I slutet av 1980-talet renodlades verksamheten till fastighetsförvaltning. År 2000 köpte AP Fastigheter ut Diös från börsen. Diös Fastigheter AB föddes när ett antal investerare träffades i Åre under våren 2005. Ett av de första fastighetsförvärven hade sitt ursprung i Anders Diös AB.
Anders Diös AB var bland annat byggherre för bostadsområdet Alphyddan, Nacka kommun. Bolaget försåg också områdets park med skulpturgruppen Två visenter av Arvid Knöppel.